# المنزل (إب)

تعديل مصدري - تعديل

المنزل محلة تابعة لقرية القرائي، التابعة لعزلة شعب يافع بمديرية إب إحدى مديريات محافظة إب في الجمهورية اليمنية.، بلغ تعداد سكانها 75 حسب تعداد اليمن لعام 2004.